# The Rising (singolo Bruce Springsteen)
The Rising è un singolo del 2002 di Bruce Springsteen. La canzone è stata scritta dal Boss per la tragedia dell'11 settembre 2001. L'album omonimo che contiene la canzone descrive lo shock del popolo americano di fronte a tanto dolore e distruzione, sottolineando la necessità di rialzarsi come individui e come nazione. La canzone è presente anche negli album: The Essential Bruce Springsteen e nel album Greatest Hits.